# 170 Dywizja Piechoty (III Rzesza)
170 Dywizja Piechoty (niem. 170. Infanterie-Division)  – niemiecka dywizja, brała udział w agresji na Danię i w ataku na Związek Radziecki.

## Formowanie i walki
Sformowana na mocy rozkazu z 1 grudnia 1939 roku, w 7. fali mobilizacyjnej w Munsterlager w X Okręgu Wojskowym. W 1940 roku brała udział w agresji na Danię, walcząc w składzie XXXI Korpusu Armijnego. W następnym roku, od 22 czerwca uczestniczyła w ataku na ZSRR (atak przeprowadziła z terytorium Rumunii), gdzie walczyła przeciw Armii Czerwonej w latach 1941-1944. Naciskana przez Armię Czerwoną wycofywała się przez Prusy Wschodnie w stronę Gdańska. Jej część ewakuowano drogą morską, reszta 170 Dywizji Piechoty w maju 1945 roku oddała się do niewoli Armii Czerwonej.

## Dowódcy dywizji
- gen. mjr Walter Wittke 1 XII 1939 – 8 I 1942;
- gen. por. Erwin Sander 8 I 1942 – 15 II 1943;
- gen. por. Walther Krause 15 II 1943 – 15 II 1944;
- gen. mjr Franz Griesbach 15 II 1944 – 16 II 1944;
- gen. por. Siegfried Haß 16 II 1944 – 8 V 1945;

## Struktura organizacyjna
- Struktura organizacyjna w grudniu 1939 roku:

391. i 399. pułk piechoty, 240. dywizjon artylerii lekkiej.
- Struktura organizacyjna w styczniu 1940 roku:

391., 399. i 401. pułk piechoty, 240. pułk artylerii, 240. batalion pionierów, 240. oddział rozpoznawczy, 240. oddział przeciwpancerny, 240. oddział łączności, 240. polowy batalion zapasowy; 
- Struktura organizacyjna w lutym 1944 roku:

391., 399. i 401. pułk grenadierów, 240. pułk artylerii, 240. batalion pionierów, 170. dywizyjny batalion fizylierów, 240. oddział przeciwpancerny, 240. oddział łączności, 240. polowy batalion zapasowy;